# Canisteo-Halbinsel
Die Canisteo-Halbinsel ist eine vereiste Halbinsel an der Walgreen-Küste des westantarktischen Marie-Byrd-Lands. Sie liegt zwischen der Ferrero Bay und der Cranton Bay.
Kartografisch erfasst wurde sie mittels Luftaufnahmen der Operation Highjump (1946–1947) im Dezember 1946. Das Advisory Committee on Antarctic Names benannte sie 1955 nach der USS Canisteo, einem Trossschiff, das bei der Operation Highjump zum Einsatz kam.